# Rypianka
Rypianka (ukr. Ріп'янка) – wieś na Ukrainie, w  obwodzie iwanofrankiwskim, w rejonie kałuskim.